# Torneig de les Sis Nacions 2023
El Torneig de les Sis Nacions de 2023 (la 24a edició en el format actual i la 129a incloent-hi tots els formats) va ser un torneig internacional de rugbi a 15 que es dugué a terme a Europa durant l'hivern del 2023 (4 de febrer - 18 de març). Fou conegut com el Guinness Six Nations 2023 pel patrocini principal de l'empresa Guinness.
Els irlandesos van guanyar tots els partits del torneig i es van imposar per quinzena vegada en la història de la competició. També foren premiats amb la Triple Corona i el Grand Slam.

## Països participants
| Selecció   | Estadi local         | Capacitat | Ciutat      | Entrenador      | Capità         |
| ---------- | -------------------- | --------- | ----------- | --------------- | -------------- |
| Anglaterra | Twickenham Stadium   | 82,000    | Londres     | Eddie Jones     | Owen Farrell   |
| França     | Stade de France      | 81,338    | Saint-Denis | Fabien Galthié  | Antoine Dupont |
| Irlanda    | Aviva Stadium        | 51,700    | Dublín      | Andy Farrel     | Johnny Sexton  |
| Itàlia     | Stadio Olimpico      | 73,261    | Roma        | Kieran Crowley  | Michele Lamaro |
| Escòcia    | Murrayfield Stadium  | 67,144    | Edimburg    | Gregor Townsend | Jamie Ritchie  |
| Gal·les    | Principality Stadium | 73.931    | Cardiff     | Wayne Pivac     | Ken Owens      |

| Pos                                                            | País       | Partits | Partits | Partits | Partits | Punts   | Punts    | Punts | Punts | Taula de punts |
| Pos                                                            | País       | J.      | G.      | I.      | P.      | A favor | En cont. | Dif.  |       | Taula de punts |
| -------------------------------------------------------------- | ---------- | ------- | ------- | ------- | ------- | ------- | -------- | ----- | ----- | -------------- |
| 1                                                              | Irlanda    | 5       | 5       | 0       | 0       | 151     | 72       | +79   |       | 27             |
| 2                                                              | França     | 5       | 4       | 0       | 1       | 174     | 115      | +59   |       | 20             |
| 3                                                              | Escòcia    | 5       | 3       | 0       | 2       | 118     | 98       | +20   |       | 15             |
| 4                                                              | Anglaterra | 5       | 2       | 0       | 3       | 100     | 135      | –35   |       | 10             |
| 5                                                              | Gal·les    | 5       | 1       | 0       | 4       | 84      | 147      | –63   |       | 6              |
| 6                                                              | Itàlia     | 5       | 0       | 0       | 5       | 89      | 149      | –60   |       | 1              |
| Source: Guiness 6 Nations Table (visitat el 8 de juny de 2022) |            |         |         |         |         |         |          |       |       |                |

## Resultats

### Jornada 1
| Gal·les | 10–34 | Irlanda (1 BP) | 4 de febrer de 2023 14:15 GMT (UTC+0) - Millennium Stadium, Cardiff Assistència: 74.500 espectadors Àrbitre: Karl Dickson (Anglaterra) |
|         |       |                | 4 de febrer de 2023 14:15 GMT (UTC+0) - Millennium Stadium, Cardiff Assistència: 74.500 espectadors Àrbitre: Karl Dickson (Anglaterra) |

| (1 BP) Anglaterra | 23–29 | Escòcia (1 BP) | 4 de febrer de 2023 16:45 GMT (UTC+0) - Twickenham Stadium, Londres Assistència: 81.545 espectadors Àrbitre: Paul Williams (Nova Zelanda) |
|                   |       |                | 4 de febrer de 2023 16:45 GMT (UTC+0) - Twickenham Stadium, Londres Assistència: 81.545 espectadors Àrbitre: Paul Williams (Nova Zelanda) |

| (1 BP) Itàlia | 24–29 | França (1 BP) | 5 de febrer de 2023 16:00 CET (UTC+1) - Stadio Olimpico, Roma Assistència: 41.232 espectadors Àrbitre: Matthew Carley (Anglaterra) |
|               |       |               | 5 de febrer de 2023 16:00 CET (UTC+1) - Stadio Olimpico, Roma Assistència: 41.232 espectadors Àrbitre: Matthew Carley (Anglaterra) |

### Jornada 2
| (1 BP) Irlanda | 32–19 | França | 11 de febrer de 2023 14:15 GMT (UTC+0) - Aviva Stadium, Dublín Assistència: 51.700 espectadors Àrbitre: Wayne Barnes (Anglaterra) |
|                |       |        | 11 de febrer de 2023 14:15 GMT (UTC+0) - Aviva Stadium, Dublín Assistència: 51.700 espectadors Àrbitre: Wayne Barnes (Anglaterra) |

| (1 BP) Escòcia | 35–7               | Gal·les | 11 de febrer de 2023 14:15 GMT (UTC+0) - Murrayfield Stadium, Edimburg Assistència: 67.144 espectadors Àrbitre: Andrew Brace (Gal·les) |
|                | [Fitxa del partit] |         | 11 de febrer de 2023 14:15 GMT (UTC+0) - Murrayfield Stadium, Edimburg Assistència: 67.144 espectadors Àrbitre: Andrew Brace (Gal·les) |

| (1 BP) Anglaterra | 31–14 | Itàlia | 12 de febrer de 2023 15:00 GMT (UTC+0) - Twickenham Stadium, Londres Assistència: 81.609 espectadors Àrbitre: James Doleman (Nova Zelanda) |
|                   |       |        | 12 de febrer de 2023 15:00 GMT (UTC+0) - Twickenham Stadium, Londres Assistència: 81.609 espectadors Àrbitre: James Doleman (Nova Zelanda) |

### Jornada 3
| Itàlia | 20–34              | Irlanda (1 BP) | 25 de febrer de 2023 15:15 CET (UTC+1) - Stadio Olimpico, Roma Assistència: 51.034 espectadors Àrbitre: Mike Adamson (Escòcia) |
|        | [Fitxa del partit] |                | 25 de febrer de 2023 15:15 CET (UTC+1) - Stadio Olimpico, Roma Assistència: 51.034 espectadors Àrbitre: Mike Adamson (Escòcia) |

| Gal·les | 10–20              | Anglaterra | 25 de febrer de 2023 16:45 GMT (UTC+0) - Millennium Stadium, Cardiff Assistència: 74,007 espectadors Àrbitre: Mathieu Raynal (França) |
|         | [Fitxa del partit] |            | 25 de febrer de 2023 16:45 GMT (UTC+0) - Millennium Stadium, Cardiff Assistència: 74,007 espectadors Àrbitre: Mathieu Raynal (França) |

| (1 BP) França | 32–21              | Escòcia | 26 de febrer de 2023 16:00 CET (UTC+1) - Stade de France, París Assistència: 80.000 espectadors Àrbitre: Nika Amashukeli (Geòrgia) |
|               | [Fitxa del partit] |         | 26 de febrer de 2023 16:00 CET (UTC+1) - Stade de France, París Assistència: 80.000 espectadors Àrbitre: Nika Amashukeli (Geòrgia) |

### Jornada 4
| Itàlia | 17–29              | Gal·les (1 BP) | 11 de març de 2023 15:15 CET (UTC+1) - Stadio Olimpico, Roma Assistència: 61.536 espectadors Àrbitre: Damon Murphy (Austràlia) |
|        | [Fitxa del partit] |                | 11 de març de 2023 15:15 CET (UTC+1) - Stadio Olimpico, Roma Assistència: 61.536 espectadors Àrbitre: Damon Murphy (Austràlia) |

| Anglaterra | 10–53              | França | 11 de març de 2023 16:45 GMT (UTC+0) - Twickenham Stadium, Londres Assistència: 82.000 espectadors Àrbitre: Ben O'Keeffe (Nova Zelanda) |
|            | [Fitxa del partit] |        | 11 de març de 2023 16:45 GMT (UTC+0) - Twickenham Stadium, Londres Assistència: 82.000 espectadors Àrbitre: Ben O'Keeffe (Nova Zelanda) |

| Escòcia | 7–22               | Irlanda (1 BP) | 12 de març de 2023 15:00 GMT (UTC+0) - Murrayfield Stadium, Edimburg Assistència: 67.144 espectadors Àrbitre: Luke Pearce (Anglaterra) |
|         | [Fitxa del partit] |                | 12 de març de 2023 15:00 GMT (UTC+0) - Murrayfield Stadium, Edimburg Assistència: 67.144 espectadors Àrbitre: Luke Pearce (Anglaterra) |

### Jornada 5
| (1 BP) Escòcia | 26–14              | Itàlia | 18 de març de 2023 12:30 GMT (UTC+0) - Murrayfield Stadium, Edimburg Assistència: 67.144 espectadors Àrbitre: Angus Gardner (Austràlia) |
|                | [Fitxa del partit] |        | 18 de març de 2023 12:30 GMT (UTC+0) - Murrayfield Stadium, Edimburg Assistència: 67.144 espectadors Àrbitre: Angus Gardner (Austràlia) |

| Jugador del partit: Jack Dempsey (Escòcia) Jutges de línia: Matthew Carley (Anglaterra) Craig Evans (Gal·les) Àrbitre de TV: Brett Cronan (Austràlia) |

| (1 BP) França | 41–28              | Gal·les | 18 de març de 2023 15:45 CET (UTC+1) - Stade de France, París Assistència: 78.635 espectadors Àrbitre: Nic Berry (Austràlia) |
|               | [Fitxa del partit] |         | 18 de març de 2023 15:45 CET (UTC+1) - Stade de France, París Assistència: 78.635 espectadors Àrbitre: Nic Berry (Austràlia) |

| Jugador del partit: Romain Ntamack (França) Jutges de línia: Andrew Brace (Irlanda) Christophe Ridley (Anglaterra) Àrbitre de TV: Joy Neville (Irlanda) |

| (1 BP) Irlanda | 29–16              | Anglaterra                                                                     | 18 de març de 2023 17:00 GMT (UTC+0) - Aviva Stadium, Dublín Assistència: 51.700 espectadors Àrbitre: Jaco Peyper (Sud Àfrica) |
| Assaigs: Sheehan (2) 32' c, 67' c Henshaw 61' c Herring 76' m Con.: Sexton (3/3) 34', 62', 69' Pen.: Sexton (1/1) 18' | [Fitxa del partit] | Assaigs: George 72' c Con.: Farrell (1/1) 72' Pen.: Farrell (3/3) 7', 14', 30' | 18 de març de 2023 17:00 GMT (UTC+0) - Aviva Stadium, Dublín Assistència: 51.700 espectadors Àrbitre: Jaco Peyper (Sud Àfrica) |

| Jugador del partit: Dan Sheehan (Irlanda) Jutges de línia: Ben O'Keeffe (Nova Zelanda) Pierre Brousset (França) Àrbitre de TV: Marius Jonker (Sud Àfrica) |